# 北海道倶知安高等学校
北海道倶知安高等学校（ほっかいどうくっちゃんこうとうがっこう、Hokkaido Kutchan High School）は、北海道虻田郡倶知安町に所在する道立高等学校。

## 沿革
- 1922年3月9日 - 文部省告示第134号により設立許可。
- 1922年4月15日 - 北海道庁立倶知安中学校として開校。倶知安第三尋常小学校を仮校舎とする。
- 1923年8月31日 - 校舎落成により移転。
- 1947年1月1日 - 北海道告示第948号により北海道立倶知安中学校と改称。
- 1948年4月1日 - 学制改革により北海道立倶知安高等学校と改称。
- 1949年4月1日 - 倶知安町立倶知安女子高等学校を統合。
- 1950年4月1日 - 北海道倶知安高等学校と改称。
- 1951年4月1日 - 留寿都分校設置、喜茂別分校を北海道倶知安農業高等学校より移管。
- 1952年4月1日 - 留寿都分校が北海道留寿都高等学校として独立。商業科設置。
- 1953年4月1日 - 定時制設置。
- 1964年4月1日 - 工業科（機械・電気）設置。
- 1967年4月1日 - 商業科を家政科へ改組（1969年3月31日商業科閉科）。
- 1972年9月10日 - 創立50周年記念式典挙行。
- 1979年6月23日 - 校舎改築落成記念式典挙行。
- 1988年3月31日 - 工業科閉科。
- 1990年3月31日 - 家政科閉科。
- 1992年10月11日 - 創立70周年・定時制40周年記念式典挙行。
- 1999年2月26日 - 校舎大規模改造事業第1期工事完工。
- 1999年4月1日 - 定時制募集停止（2002年3月31日閉課）。
- 1999年9月16日 - 校舎大規模改造事業第2期工事完工。
- 2002年10月13日 - 創立80周年記念式典挙行。
- 2010年4月1日 - 単位制導入。

## 著名な出身者

### 政治
- 佐藤静雄（元衆議院議員、元国土交通副大臣）
- 逢坂誠二（衆議院議員、元総務大臣政務官）
- 金石清禅（元参議院議員、元内閣総理大臣秘書官）
- 片山健也（ニセコ町長）
- 槌谷裕司（元内閣府沖縄振興局長、元沖縄総合事務局長）

### 文化
- ゆうきまさみ（漫画家）
- 京極夏彦（作家）
- 千街晶之（ミステリー評論家）
- 香村陽子（漫画家）
- 村崎百郎（フリーライター、漫画原作者）
- 武井静夫（郷土史研究家）

### 法曹
- 古館清吾（元裁判官）

### 美術
- 小川原脩（画家）
- 西村計雄（画家）

### 芸能
- 木森敏之（作曲家・編曲家）
- SPARKS GO GO（ロックバンド）
- 菊池均也（俳優）
- 松本江里子（歌手・タレント）
- 水月駿一郎（俳優）

### 放送
- 初山恭洋（テレビドラマ演出家）
- 山根あゆみ（北海道放送ラジオパーソナリティ）

### スポーツ
- 気田義也（インスブルック、グルノーブル冬季五輪アルペンスキー日本代表）
- 小寺寿臣（スペシャルオリンピックス日本・北海道事務局長）
- 住吉輝紗良（北京冬季五輪フリースタイルスキー（モーグル）日本代表）